# Coup d'État de 1999 aux Comores
Le coup d'État de 1999 aux Comores est perpétré le 30 avril 1999 par le chef d'état-major de l’armée comorienne Azali Assoumani. Il aboutit au renversement du président par intérim Tadjidine ben Saïd Massounde. Azali Assoumani justifie a posteriori ce coup comme un moyen d'éviter une guerre civile dans un pays plongé dans une crise séparatiste.